# Bagiry
Bagiry ist eine französische Gemeinde mit 107 Einwohnern (Stand 1. Januar 2022) im Département Haute-Garonne in der Region Okzitanien (vor 2016 Midi-Pyrénées). Die Einwohner werden als Bagiriens bezeichnet.

## Geographie
Umgeben wird Bagiry von den sieben Nachbargemeinden: 
| Ilheu   | Bertren                                     | Galié |
| Samuran | Kompassrose, die auf Nachbargemeinden zeigt |       |
| Siradan | Sainte-Marie                                | Ore   |

## Bevölkerungsentwicklung
| Jahr                      | 1962 | 1968 | 1975 | 1982 | 1990 | 1999 | 2006 | 2012 | 2017 | 2019 |
| ------------------------- | ---- | ---- | ---- | ---- | ---- | ---- | ---- | ---- | ---- | ---- |
| Einwohner                 | 123  | 110  | 111  | 114  | 88   | 77   | 80   | 86   | 112  | 113  |
| Quelle: Cassini und INSEE |      |      |      |      |      |      |      |      |      |      |

## Sehenswürdigkeiten

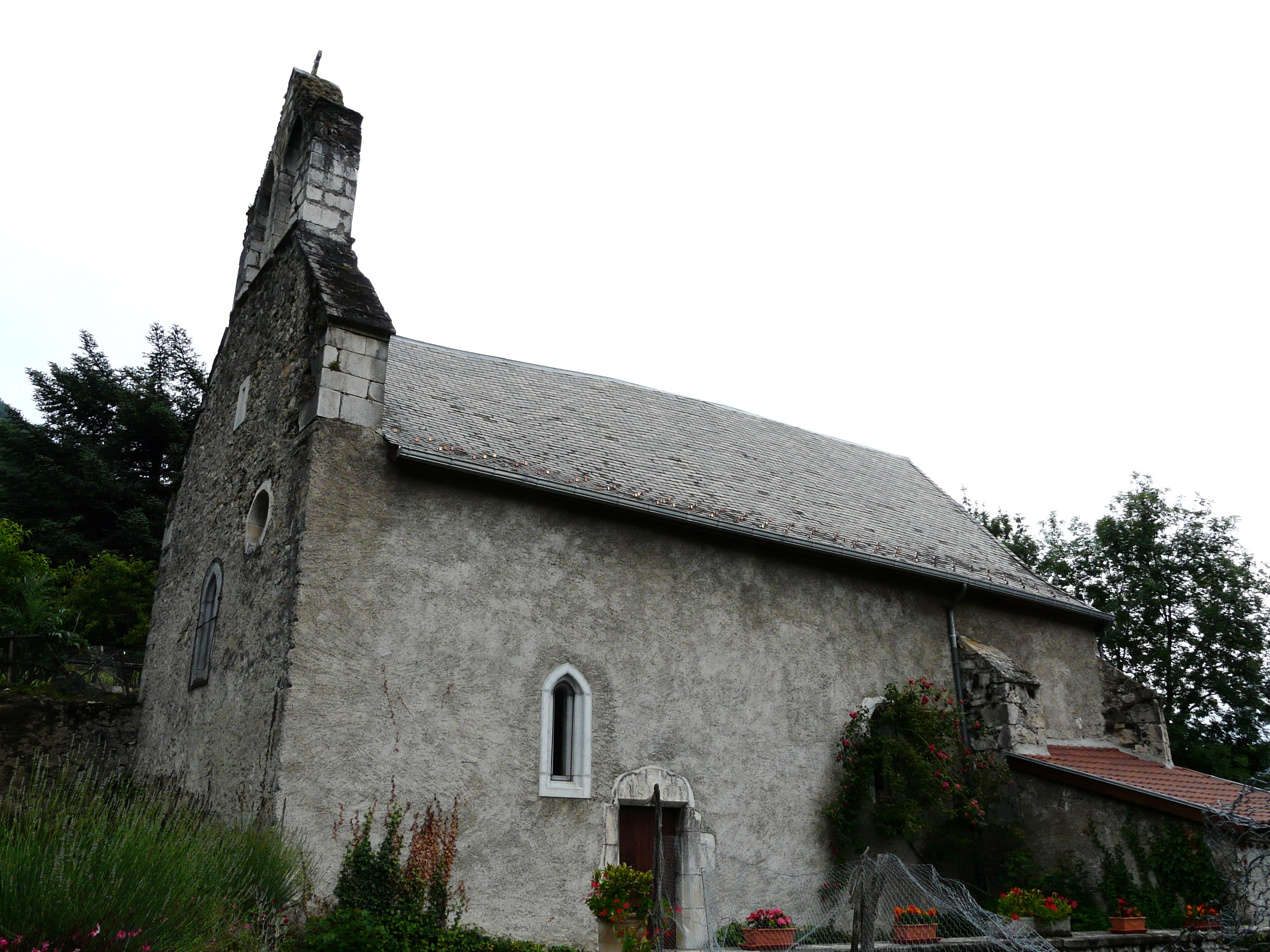
Kapelle Notre-Dame-des-Vignes

- Kapelle Notre-Dame-des-Vignes, erbaut 1498
- Kirche St-Hilaire